# Rajsko (województwo śląskie)
Rajsko – kolonia w Polsce położona w województwie śląskim, w powiecie częstochowskim, w gminie Mstów.
W latach 1975–1998 miejscowość administracyjnie należała do województwa częstochowskiego.

## Nazwa
Nazwę miejscowości w zlatynizowanej staropolskiej formie Raysko wymienia w latach (1470–1480) Jan Długosz w księdze Liber beneficiorum dioecesis Cracoviensis.